# داء اختزان الغلايكوجين
داء اختزان الغلايكوجين (بالإنجليزية: Glycogen storage disease)‏ ويُدعى اختصاراً GSD وَيُسمى أيضاً الداء الغلايكوجيني أو الغلايكوجينية (بالإنجليزية: Glycogenosis)‏ أو الدكسترينية أو الداء الدكستريني (بالإنجليزية: Dextrinosis)‏ هو مرض يحدث نتيجة لِحدوث خلل أو عيب في آلية تصنيع الغلايكوجين أو نتيجةً لحدوث تكسر في العضلات أو الكبد وأنواع أخرى من الخلايا.
يمكن أن يحدث هذا المرض نتيجةً لنوعين من الأسباب، إما مكتسبة أو وراثية. حيثُ يحدث داء اختزان الغلايكوجين وراثياً نتيجةً لحدوث أية خطأ أيضي خلقي (عُطب خلقي في الإنزيمات المُشاركة في عمليات التصنيع).

## الأنواع
يُوجد هُناك حوالي 11 نَوع مميز من الأمراض يُعتبر من أمراض اختزان الغلايكوجين. على الرغم من أنَّ نقص إنزيم مخلقة الغليكوجين لا يؤدي إلى تخزين كميات إضافية من الغلايكوجين في الكبد ولكنه يُعتبر ضمن أمراض اختزان الغلايكوجين من النوع 0، وذلك لأنهُ مُسبب لأحد العيوب في تخزين الغلايكوجين، ويسبب مشاكل مماثلة.
قديماً كان النوع الثامن والعاشر من داء اختزان الغلايكوجين يُعتبر حالة مرضية مُنفصلة، ولكنهما الآن يُصنفان ضمن النوع السادس لداء اختزان الغلايكوجين.

صورة مجهرية لِداء اختزان الغلايكوجين. العينة مأخوذة من خزعة من الكيد، ومصبوغة بواسطة صبغة الهيماتوكسيلين واليوزين

## الانتشار
وفقاً لإحدى الدراسات التي أُجريت في كولومبيا البريطانية فإنَّ حوالي 2.3 طفل لكل 100 ألف ولادة (1 في كل 43 ألف) يكون لديه أحد أشكال داء اختزان الغلايكوجين، أما في الولايات المتحدة فإنهُ يُقدر أنه هُناك طفل لكل 20-25 ألف ولادة، وفي هولندا هُناك 1 لكل 40 ألف ولادة.

## روابط خارجية
- الإدارة الغذائية لداء اختزان الغلايكوجين.
- الرابطة الإسبانية لمرضى الغلايكوجينية.